# ロシア連邦捜査委員会

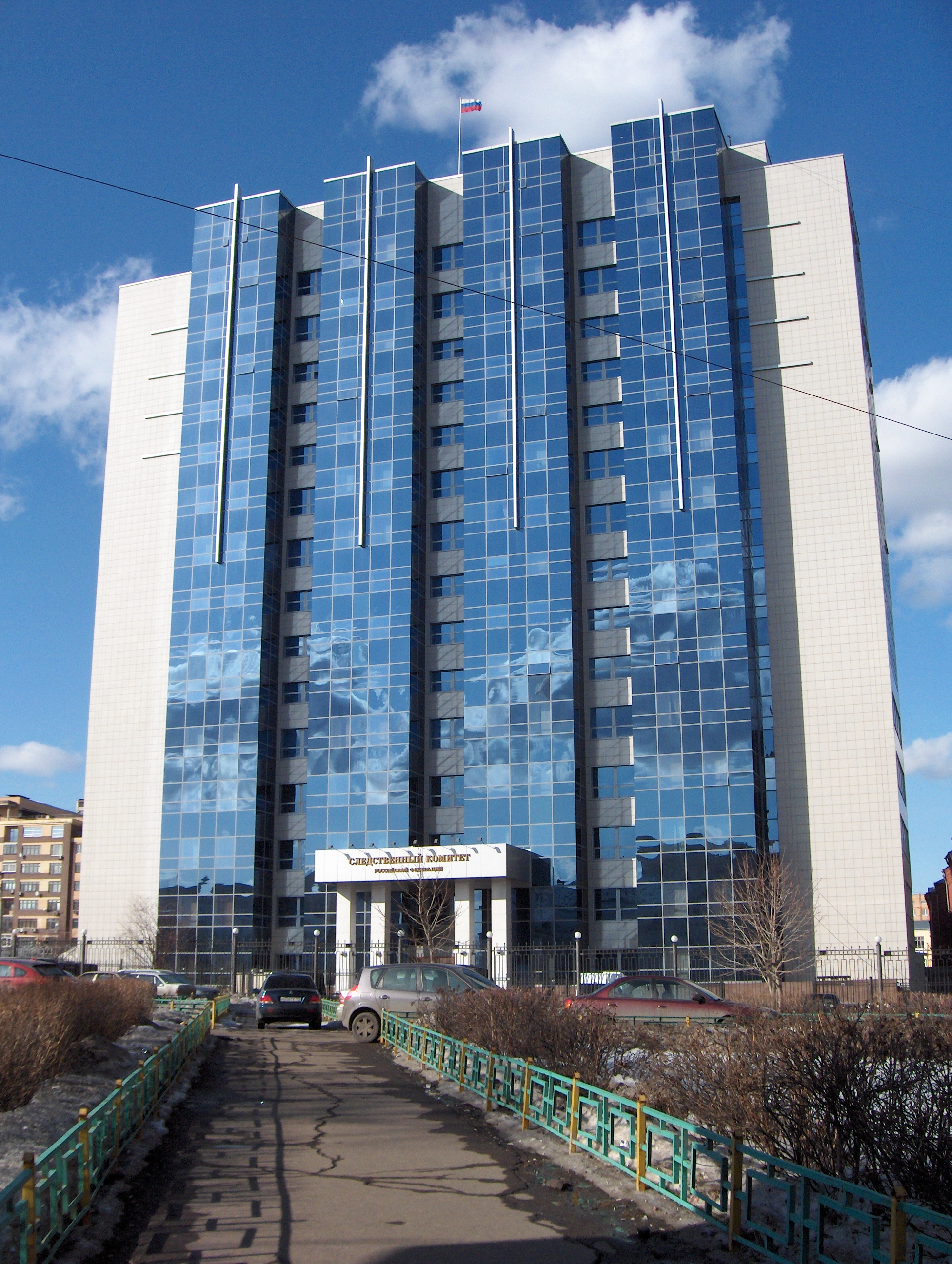
モスクワのバウマン・ストリートにあるロシア連邦捜査委員会本部

ロシア連邦捜査委員会（ロシアれんぽうそうさいいんかい、英語: Investigative Committee of the Russian Federation、ロシア語: Следственный комитет Российской Федерации）は、2011年1月に発足したロシア連邦の捜査機関。ロシア語のSledstvennyi komitetはSledkom (ロシア語: Следком)と省略されることが多い。
アレクサンダー・バストリキンを長官として、19,156人の捜査官がいる。